# Gouézec
Gouézec is een gemeente in het Franse departement Finistère (regio Bretagne). De plaats maakt deel uit van het arrondissement Châteaulin. Gouézec telde op 1 januari 2022 1.115 inwoners.

## Geografie
De oppervlakte van Gouézec bedroeg op 1 januari 2022 30,94 vierkante kilometer; de bevolkingsdichtheid was toen 36 inwoners per km².

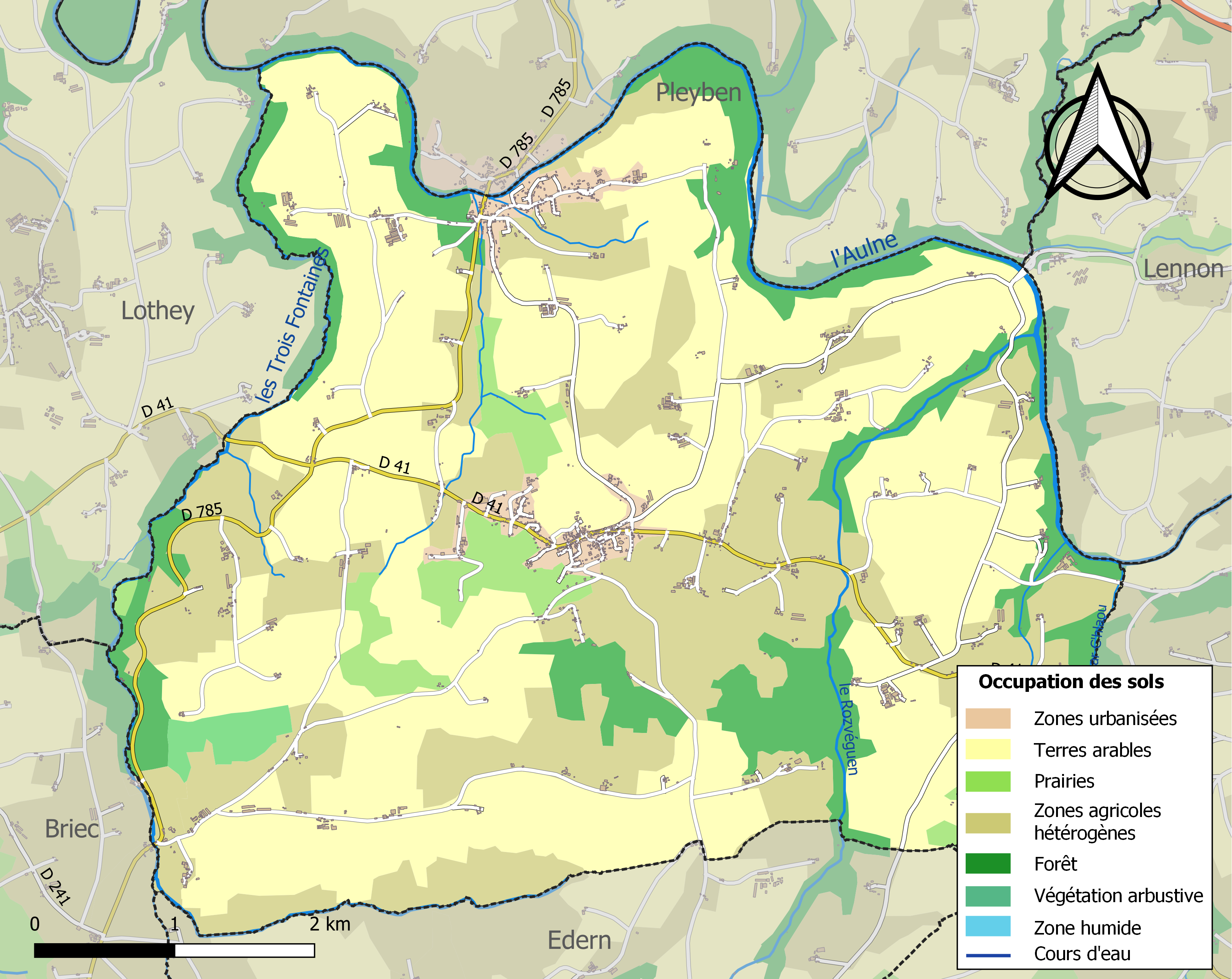
Kaart van de gemeente met belangrijkste infrastructuur, bodemgebruik en omliggende gemeenten

## Demografie
Onderstaande figuur toont het verloop van het inwonertal (bron: INSEE-tellingen).